# Kościół św. Rocha w Poznaniu
Kościół św. Rocha w Poznaniu – kościół rzymskokatolicki znajdujący się w Poznaniu na prawym brzegu Warty w części miasta zwanej Święty Roch, pomiędzy ulicami św. Rocha, Serafitek i Kórnicką. Pełni funkcję kościoła parafialnego dla parafii pod tym samym wezwaniem. Od 2017 wielkopostny kościół stacyjny.

## Historia
Pierwsza drewniana kaplica pod wezwaniem św. Rocha w tym miejscu została wzniesiona już przed 1615 rokiem, w związku z lokacją niezależnego od Poznania miasta nazwanego Stanisławów. Z czasem ją powiększono, a 12 lipca 1628 roku poznański biskup Maciej Łubieński erygował przy niej parafię. Drewniany kościół został spalony podczas potopu szwedzkiego. Świątynię w 1658 roku przejęli franciszkanie konwentualni, którzy w 1746 wybudowali nowy kościół z wieżą wykonany z muru pruskiego. Do tytułu kościoła dołączono patronat św. Floriana.
W 1832 roku pruskie władze skasowały klasztor, a kościół stał się świątynią filialną parafii św. Jana Jerozolimskiego. Stan ten utrzymał się do 1937, gdy ponownie erygowano w tym miejscu parafię. Wówczas podjęto decyzję o budowie nowego kościoła i rozebraniu starej niszczejącej świątyni.
W 1938 roku ruszyła budowa dzisiejszej murowanej świątyni według projektu Franciszka Morawskiego. Prace przerwał jednak wybuch II wojny światowej. W czasie niemieckiej okupacji oba kościoły były zamknięte, a sprawowanie w nich kultu Bożego zostało zakazane. We wnętrzach przechowywano zrabowane figury i inne ruchome zabytki, a także wojskowe mundury niemieckie. W 1945 wybuchł pożar, który zniszczył częściowo nowy kościół.
Zaraz po ustaniu działań wojennych podjęto dzieło ukończenia budowy kościoła oraz wyposażenia wnętrza. Prace budowlane zostały zakończone w 1946 roku, jednak uroczyste poświęcenie miało miejsce dopiero w 1995 roku.
Istnienie świątyni sprawiło, że ulica przy której obecnie się znajduje oraz znajdujący się w jej przedłużeniu most nad Wartą noszą imię świętego Rocha.

## Architektura
Świątynia składa się z nawy głównej, do której od północy przylega znacznie niższa nawa boczna. Od strony zachodniej przylega kruchta w formie podcieni oraz wieża na planie kwadratu w części dolnej, przechodząca następnie w ośmioboczną.
Ołtarz główny pochodzący z 1950 roku oraz dwa ołtarze boczne z pierwszej połowy lat 50. XX wieku wykonał snycerz Stefan Petliński. Centralną część ołtarza głównego zajmuje figura św. Rocha, która trafiła tu po II wojnie światowej z Bawarii. Ponad nią, w zwieńczeniu, obraz przedstawiający św. Tadeusza Judę. W lewym ołtarzu bocznym znajduje się ikona Matki Boskiej Nieustającej Pomocy, a pod nią kamień z groty w Nazarecie. W prawym ołtarzu obraz Najświętszego Serca Jezusa a pod nim relikwiarz bł. Sancji Szymkowiak.
Na pięciu zwornikach filarów arkadowego przejścia do nawy bocznej figury czterech ewangelistów i Chrystusa Dobrego Pasterza, wszystkie wykonane przez Stefana Petlińskiego. Figura Chrystusa wieńczyła niegdyś ambonę.
Na przedłużeniu nawy bocznej znajduje się kaplica Miłosierdzia Bożego w której znajdują się obrazy Jezu ufam Tobie i św. Faustyny Kowalskiej.
Na emporze organy przeniesione z poewangelickiego kościoła w Osiecznej. Witraże według projektu Janusza Bersza wykonał w latach 1961–1963 Zygmunt Kośmicki.
Na zewnątrz kościoła, w kruchcie znajdują się trzy tablice, upamiętniające fundatorów i budowniczych kościoła: ks. Józefa Kłosa, ks. Czesława Heyduckiego, ks. Szczepana Czemplika oraz ks. Stanisława Bielskiego. Druga upamiętnia ks. Czesława Heyduckiego i ks. Antoniego Hądzlika pomordowanych w KL Dachau i KL Mauthausen-Gusen. Ostatnia poświęcona jest 18 członkom koła Związku Powstańców Wielkopolskich Poznań-Żegrze.

## Organy
Organy zostały wybudowane ok. 1900 roku przez firmę Schlag und Söhne ze Świdnicy. Do kościoła św. Rocha przeniesione po II wojnie światowej prawdopodobnie przez Roberta Polcyna. W 1994 roku przeszły gruntowny remont.
| Manuał I            | Manuał II               | Pedał         |
| ------------------- | ----------------------- | ------------- |
| 14. Principal 8’    | 10. Geigen principal 8’ | 7. Violon 16’ |
| 15. Conzertflöte 8’ | 11. Aeoline 8’          | 8. Subbas 16’ |
| 16. Gambe 8’        | 12. Gedact 8’           | 9. Cello 8’   |
| 17. Octave 4’       | 13. Traversflöte 4’     |               |
| 18. Mixtur 2-3 fach |                         |               |
| 19.Bourdon 16’      |                         |               |

## Otoczenie
W otoczeniu świątyni, od strony zachodniej znajduje się niewielki cmentarz, na którym wśród mogił znajduje się tablica w miejscu gdzie do beatyfikacji w 2002 roku spoczywała siostra Sancja Szymkowiak. Znajduje się tu również kapliczka Matki Boskiej z Dzieciątkiem z 1920 roku przeniesiona tu z Rataj w 1973 roku. Po stronie południowej kościoła ustawiono figurę św. Rocha z psem. Przy kościele od strony wschodniej, w latach 2006-2013 wzniesiono Centrum Duszpasterskie im. Jana Pawła II.

## Galeria

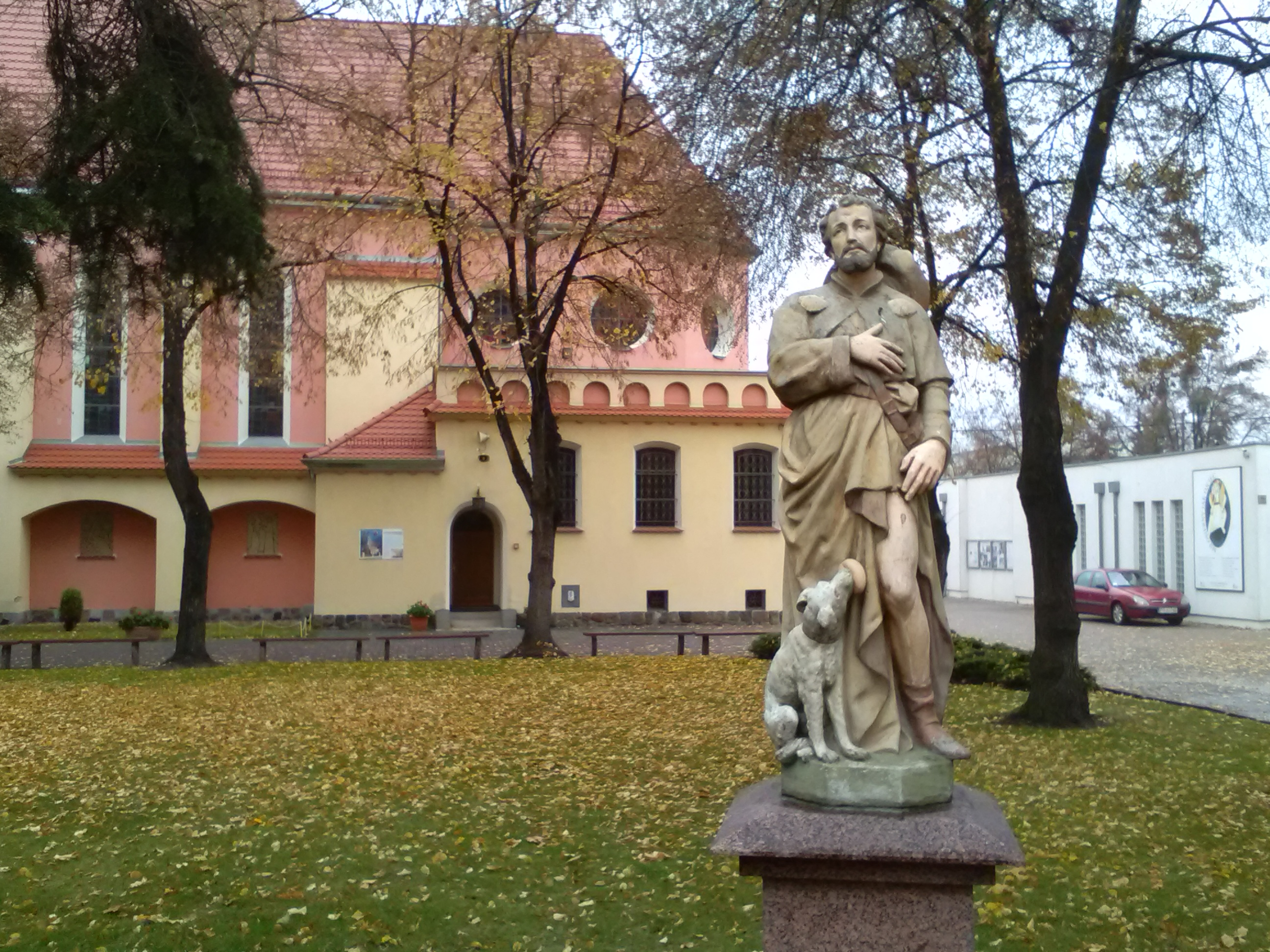
Figura Świętego Rocha
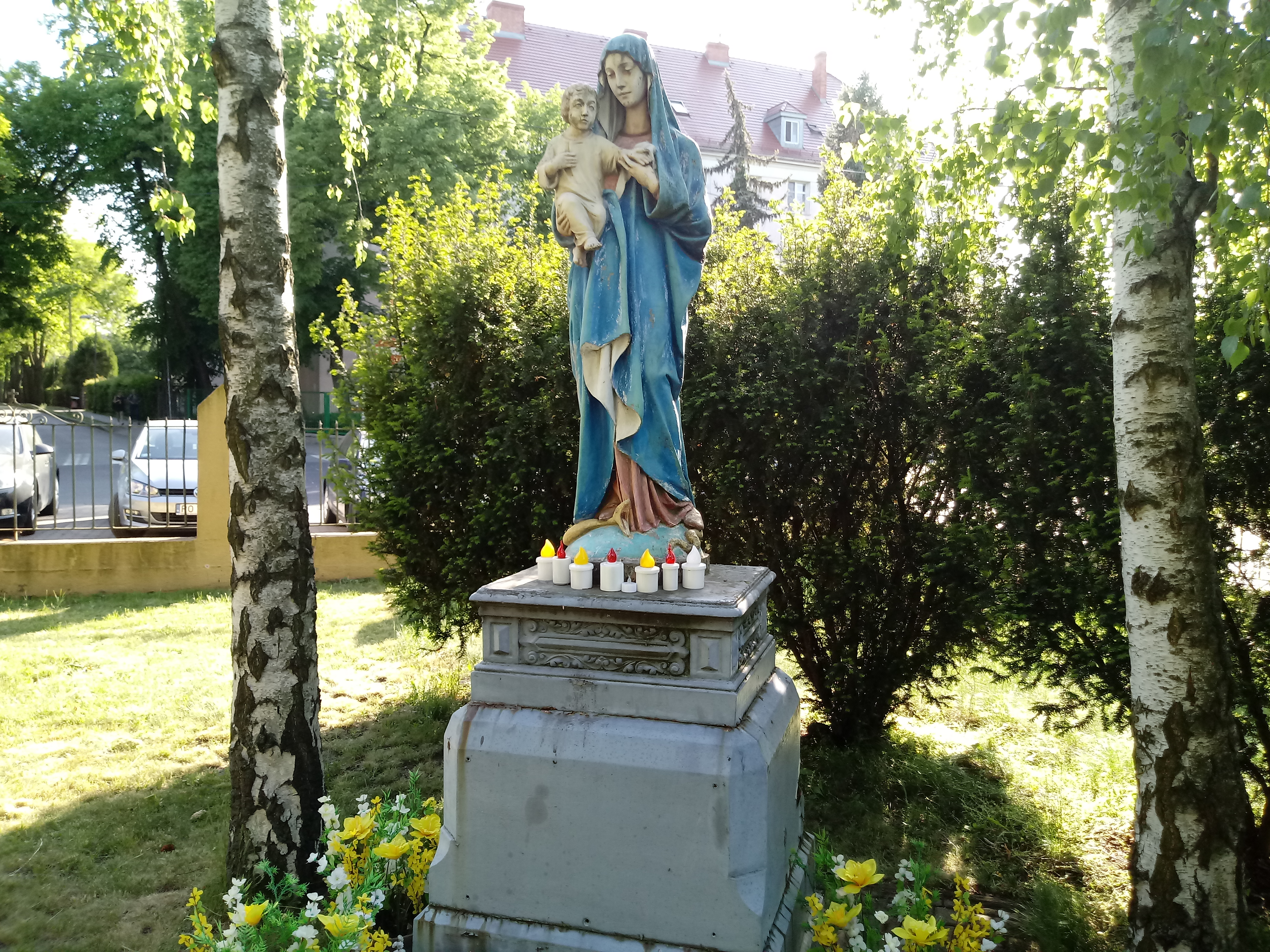
Kapliczka Matki Bożej Nieustającej Pomocy